# Stadsjagare

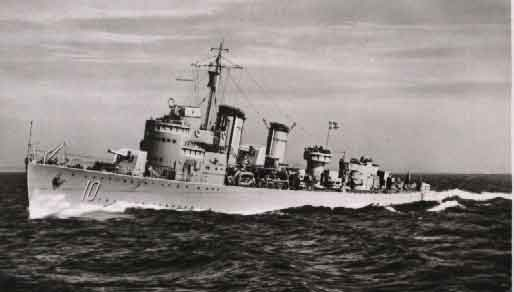
var en av de svenska stadsjagarna.

Stadsjagare var en typ av jagare inom svenska flottan som namngavs efter svenska kuststäder. Jagarna J5-J10 sjösattes åren 1935-40 och var av så kallad Göteborgsklass. De fyra sista, J11-J14, sjösattes 1942-43 med ett något modifierat utseende och beväpning jämfört med de tidigare, och blev då Visbyklass. Dessa fyra sista jagare modifierades senare till fregatter.

## Stadsjagarna
- HMS Göteborg (J5)
- HMS Stockholm (J6)
- HMS Malmö (J7)
- HMS Karlskrona (J8)
- HMS Gävle (J9)
- HMS Norrköping (J10)
- HMS Visby (J11)
- HMS Sundsvall (J12)
- HMS Hälsingborg (J13)
- HMS Kalmar (J14)